# 吉川美南駅

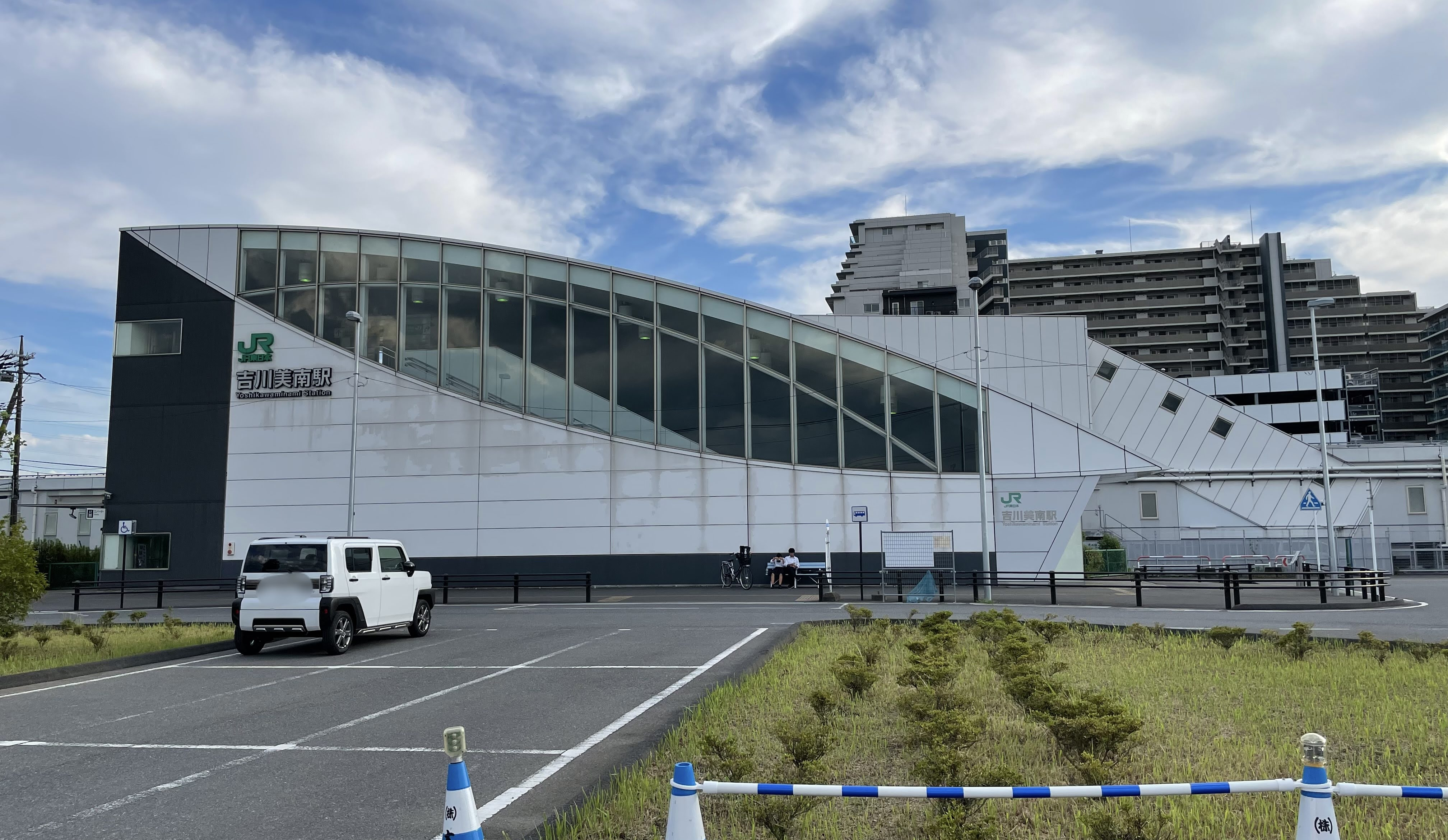
東口（2022年7月）

吉川美南駅（よしかわみなみえき）は、埼玉県吉川市美南二丁目にある、東日本旅客鉄道（JR東日本）武蔵野線の駅である。駅番号はJM 19。

## 概要
2012年（平成24年）3月17日に開業した。隣の新三郷駅と同様に、旧武蔵野操車場跡地に立地する。
当駅は請願駅の一つである。設置費用の分担は、計画時概算では鉄道建設・運輸施設整備支援機構が34億円、JR東日本が中線や分岐器など折り返し施設費を含めた29億円、吉川市が15億円となっている。なお、施行協定概算額では総額71億6800万円で、費用負担の内訳はJR東日本が28億800万円、吉川市が43億6000万円となっている。
吉川駅と新三郷駅の中間点の、吉川駅から約1.6km地点の中曽根跨線橋付近に設置されている。武蔵野線では、越谷レイクタウン駅開業以来4年振りの新駅開業となった。

## 歴史
- 2007年（平成19年）
  - 3月19日：吉川市とJR東日本が新駅設置に向けた協議を開始[1]。
  - 12月20日：新駅設置に関する覚書を締結[1]。
- 2009年（平成21年）
  - 8月1日 - 8月30日：駅名の公募が行われる[2]。
  - 11月24日：駅名候補案が決定[2][注釈 1]。
  - 11月30日：吉川市からJR東日本へ要望書を提出[2]。
- 2010年（平成22年）
  - 1月：駅名を「吉川美南駅」に決定[1][2]。
  - 10月24日：当駅設置に伴う線路切り替え工事のため、始発から6時30分頃まで一部列車を運休し、バスによる代行輸送が実施される[報道 2]。
- 2012年（平成24年）3月17日：開業[報道 1]。

## 駅構造
折り返し機能を有する単式ホーム1面1線と島式ホーム1面2線、合計2面3線のホームを持つ地上駅で、橋上駅舎を有する。開業時の当駅での電車折り返しに関しては、輸送異常時と中山競馬が開催される際に運転される臨時列車のみであった。2015年3月14日のダイヤ改正より、平日ダイヤにて西船橋行きの当駅始発、そして2019年度より東京行きの当駅始発が設定された。
基本的に上り列車が3番線、下り列車が1番線からの発着となるが、2012年3月改正のダイヤでは上り下りとも1日2本のみ、2番線を発着する定期列車が存在する。
直営駅で、管理駅として吉川駅・新三郷駅・三郷駅を管理する。指定席券売機、自動券売機、自動改札機設置駅。

### のりば

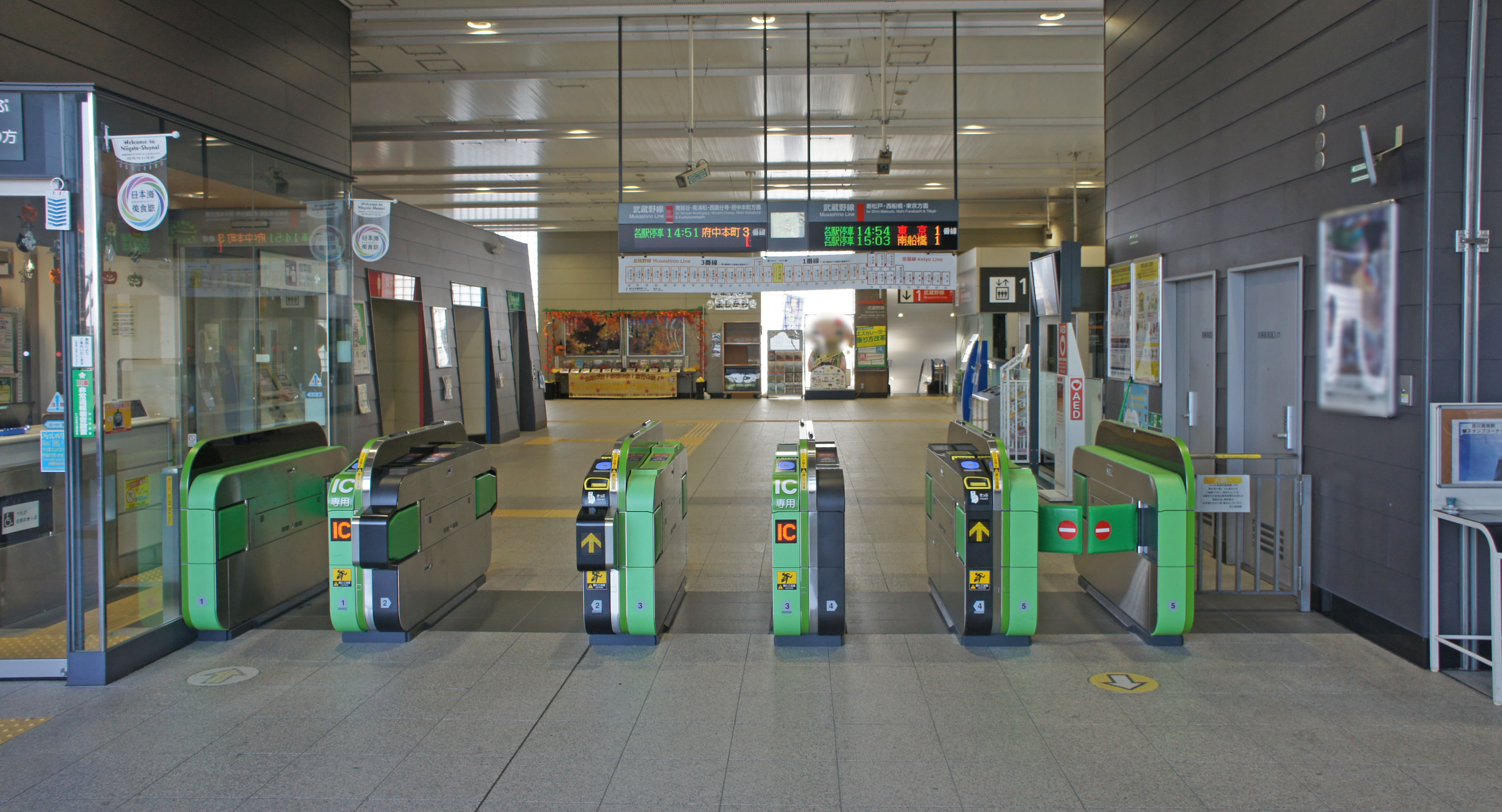
改札口（2019年9月）
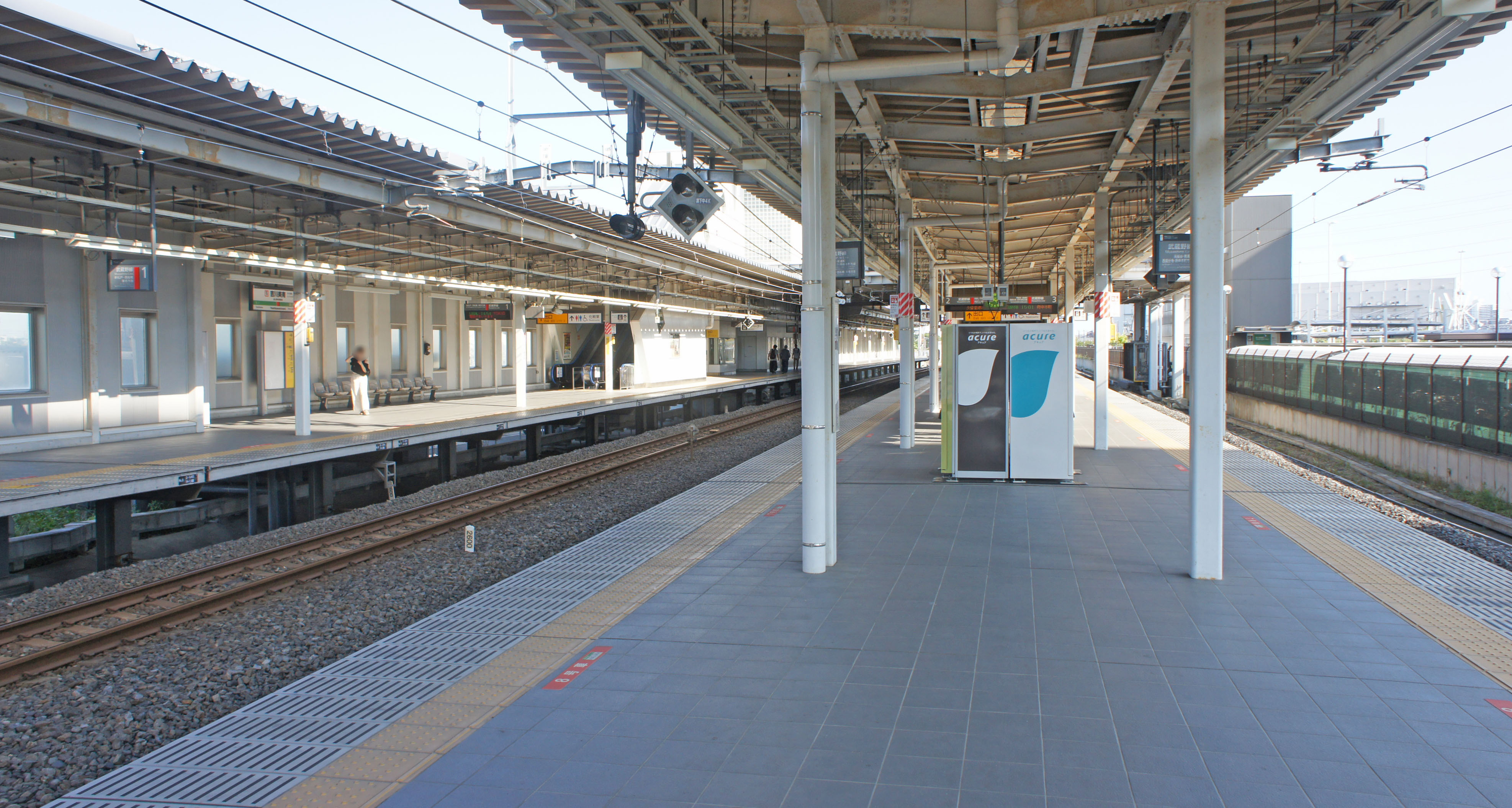
ホーム（2019年9月）

| 番線 | 路線     | 方向 | 行先                                   | 備考       |
| ---- | -------- | ---- | -------------------------------------- | ---------- |
| 1    | 武蔵野線 | 下り | 新松戸・西船橋・東京方面               |            |
| 2    | 武蔵野線 | 下り | 新松戸・西船橋・東京方面               | 一部の列車 |
| 2    | 武蔵野線 | 上り | 南越谷・南浦和・西国分寺・府中本町方面 | 一部の列車 |
| 3    | 武蔵野線 | 上り | 南越谷・南浦和・西国分寺・府中本町方面 |            |

（出典：JR東日本:駅構内図）
- 改札口（2019年9月）
- ホーム（2019年9月）

## 利用状況
2023年度（令和5年度）の1日平均乗車人員は6,315人である。武蔵野線では最も乗車人員が少なく、10,000人を下回っている数少ない駅（武蔵野線内では当駅のみ）だが、駅周辺の開発により利用者数は増加傾向にある。
開業以降の1日平均乗車人員の推移は下表のとおりである。年度全体の乗車人員を365（閏日が入る年度は366）で除して1日平均乗車人員を求めており、計算で生じた小数点以下の値は切り捨てているため、定期外と定期の和は必ずしも合計と一致しない。
| 年度               | 1日平均乗車人員 | 1日平均乗車人員 | 1日平均乗車人員 | 出典             |
| 年度               | 定期外          | 定期            | 合計            | 出典             |
| ------------------ | --------------- | --------------- | --------------- | ---------------- |
| 2011年（平成23年） | 626             | 848             | 1,474           | [ 埼玉県統計 1 ] |
| 2012年（平成24年） | 599             | 1,114           | 1,714           | [ 埼玉県統計 2 ] |
| 2013年（平成25年） | 757             | 1,592           | 2,350           | [ 埼玉県統計 3 ] |
| 2014年（平成26年） | 929             | 2,045           | 2,975           | [ 埼玉県統計 4 ] |
| 2015年（平成27年） | 1,134           | 2,647           | 3,782           | [ 埼玉県統計 5 ] |
| 2016年（平成28年） | 1,221           | 2,940           | 4,162           | [ 埼玉県統計 6 ] |
| 2017年（平成29年） | 1,461           | 3,349           | 4,811           | [ 埼玉県統計 7 ] |
| 2018年（平成30年） | 1,530           | 3,659           | 5,189           | [ 埼玉県統計 8 ] |
| 2019年（令和元年） | 1,581           | 3,941           | 5,523           | [ 埼玉県統計 9 ] |
| 2020年（令和02年） | 1,213           | 3,397           | 4,611           |                  |
| 2021年（令和03年） | 1,636           | 3,672           | 5,308           |                  |
| 2022年（令和04年） | 1,896           | 4,009           | 5,906           |                  |
| 2023年（令和05年） | 2,109           | 4,206           | 6,315           |                  |

## 駅周辺

### 西口

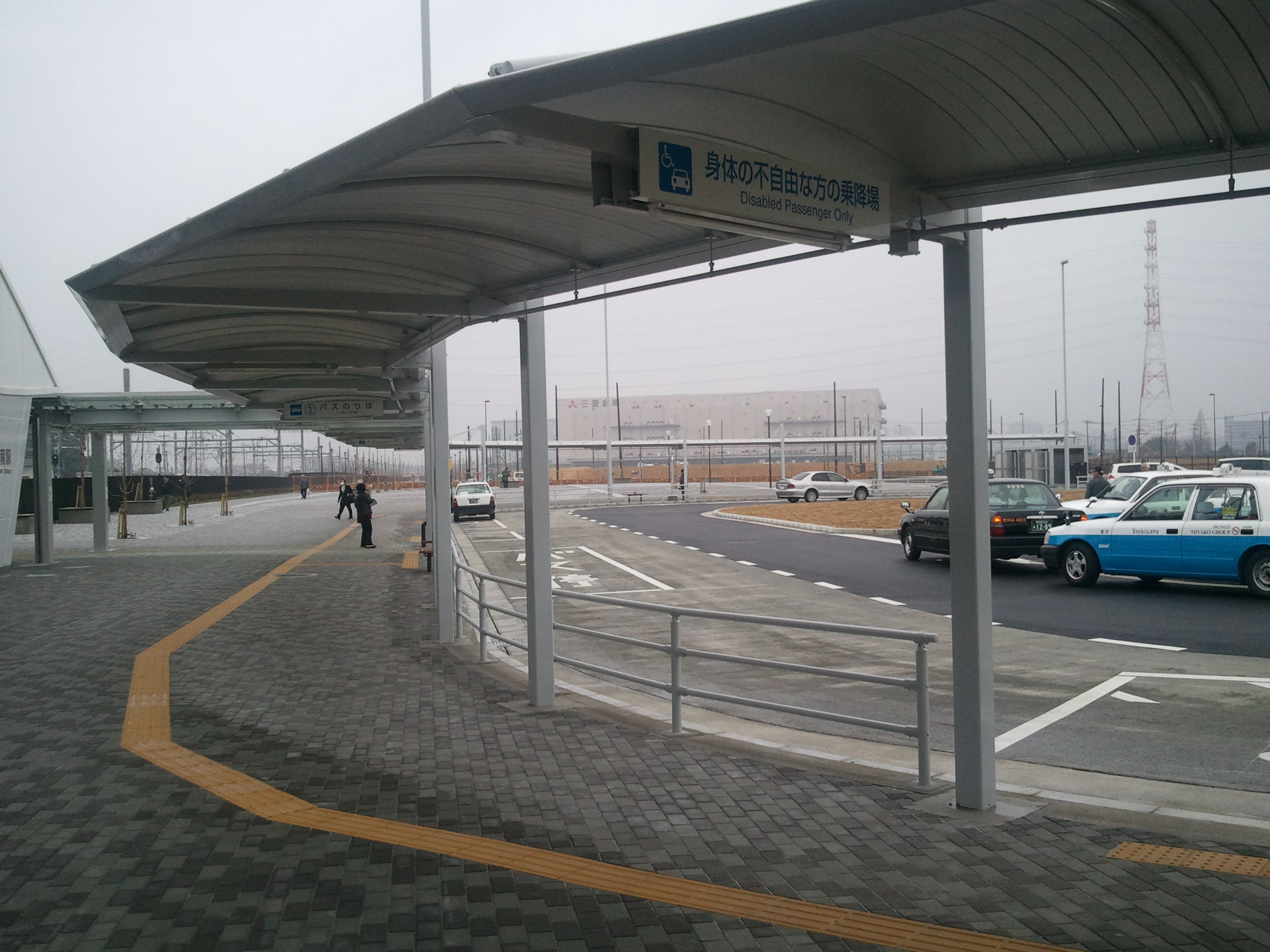
西口ロータリー

西口は駅と線路に隣接する武蔵野操車場跡地地区（28.8ヘクタール）で鉄道建設・運輸施設整備支援機構が土地区画整理事業を実施しており、街路整備や水道、電気、ガスなどのインフラ整備を行った上で、道路や調整池などを除いた15.9ヘクタールを一括して売却する計画であり、2012年（平成24年）8月に入札が実施され、大和ハウス工業とイオンタウンのコンソーシアムが落札。駅前の商業エリアをイオンタウンが、吉川駅寄りの住宅エリアを大和ハウスと住友不動産（分譲マンションのみ参加）がそれぞれ担当する形となっており、2013年11月30日にイオンタウン吉川美南の一部が開店、2017年9月20日には増床オープンし核店舗のイオン吉川美南店を含む29の専門店が開業した。
また、操車場跡地に隣接する美南地区（82ヘクタール）については都市再生機構によって土地区画整理事業が実施され、当駅が開業する前の2011年（平成23年）3月に換地処分が行われて事業が完了している。調整池、公園、住宅の整備が進んでいる。計画人口は9,200人。2013年（平成25年）4月には美南小学校が開校した。

### 東口

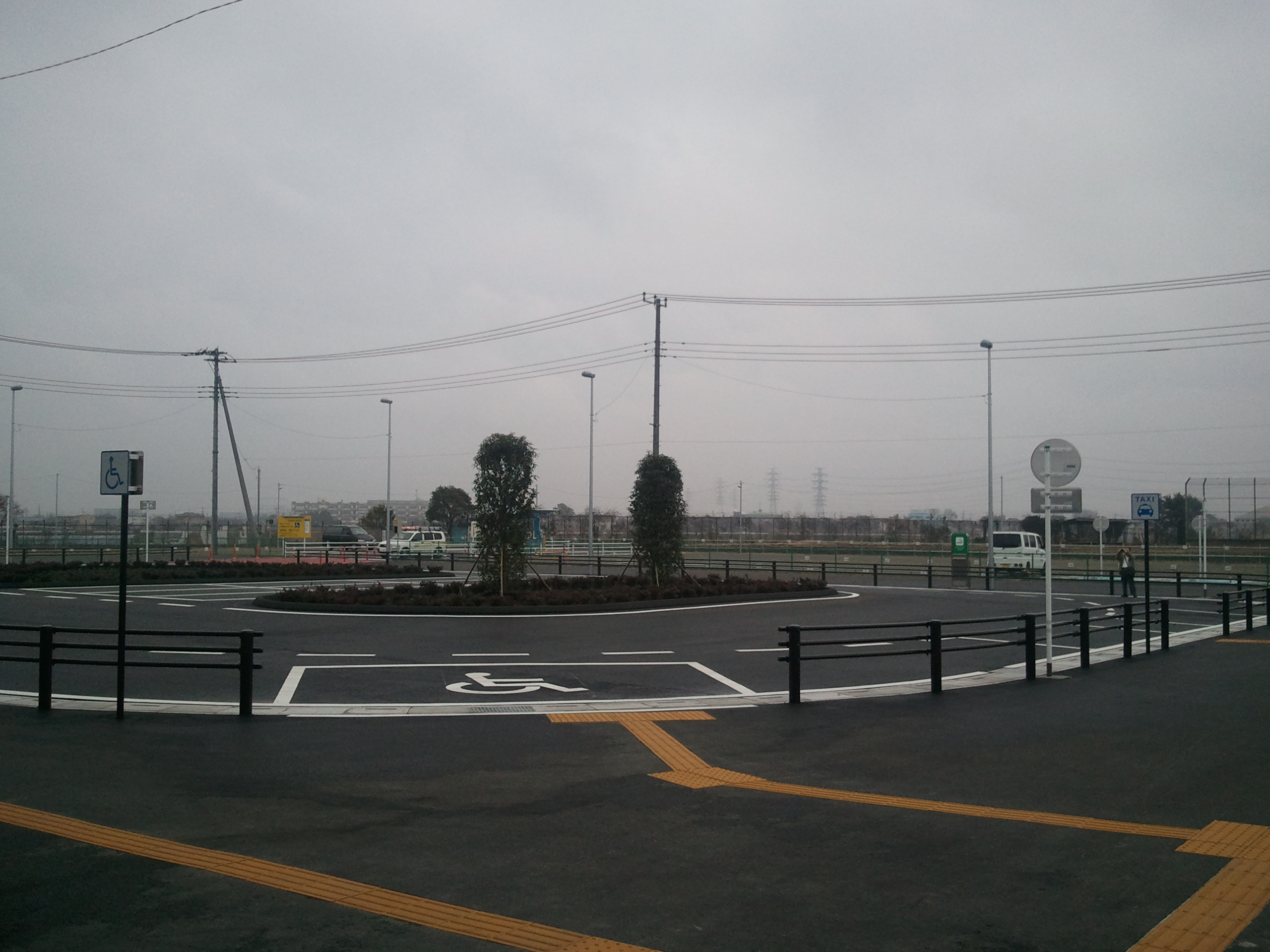
東口ロータリー

東口は、駅開業に合わせて暫定的に駅前広場・駐輪場・駐車場が整備されたものの、元々が農業振興地域の田圃であるため、開発が進んでいない。市では国の許可を得て、東口周辺63ヘクタールを市街化区域へ編入し、街路整備と宅地開発を行いたい意向であり、2008年から埼玉県との協議を始めた。
2014年3月には、吉川市が土地区画整理事業の事業計画作成のためのプロポーザルを実施し、事業者としてURリンケージが選ばれ、2014年度末で一旦計画案がまとまった。2015年3月に新たに市長に就任した中原恵人が「単なる住宅開発の事業に終わらせず、街づくりの理念をあらためて練り直すべき」として再度見直しを指示。2016年より10年程度かけて整備する計画となった。市役所内に2017年度「吉川美南駅周辺地域整備課」を新設。まず2018年度に「まちづくりパートナー事業者」を公募。2019年度には実際の立地企業を公募し、商業・業務ゾーンは2021年度、産業ゾーンは2022年度に土地を引き渡すスケジュールを想定している。

## バス路線

### 西口
東武バスセントラルと、メートー観光の2社により以下の路線バスが乗り入れる。停留所名は吉川美南駅。
- 1番のりば（メートー観光）
  - M5：新三郷駅西口行（日曜祝日のみ1本）
- 2番のりば（東武バスセントラル）
  - 三10：新三郷駅行
  - 美南01：吉川きよみ野行
- 3番のりば（不使用）

### 西口付近
停留所名は吉川美南駅入口。
- 深夜急行バス「ミッドナイトアロー吉川・三郷号」（新越谷駅東口発で当バス停は降車のみ）

### 東口
グローバル交通により運行されている。停留所名は吉川美南駅東口。
- 吉美-01：加藤行（平日のみ2本）・メディカルマイ行
- 吉美-02：吉川駅北口行
- 市-01：吉川市役所行（平日のみ4本）

## ギャラリー

建設中の模様（上り線路切替前 2010年6月26日）
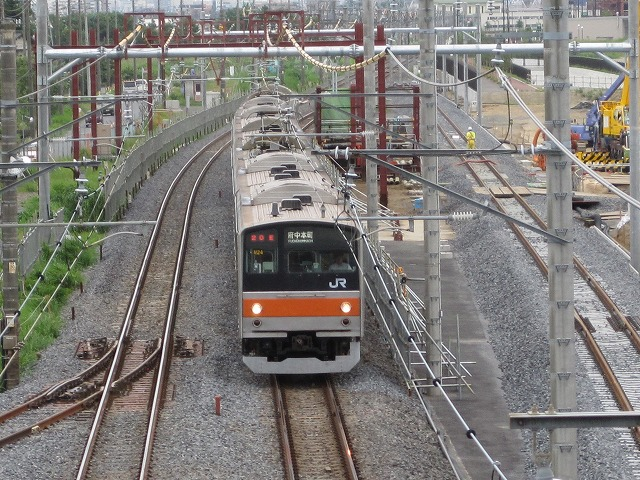
府中本町行上り列車
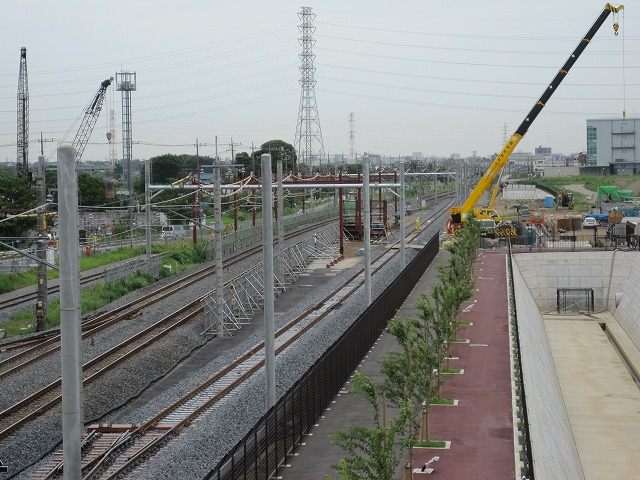
建設中の駅

建設中の模様（上り線路切替後 2010年10月24日）
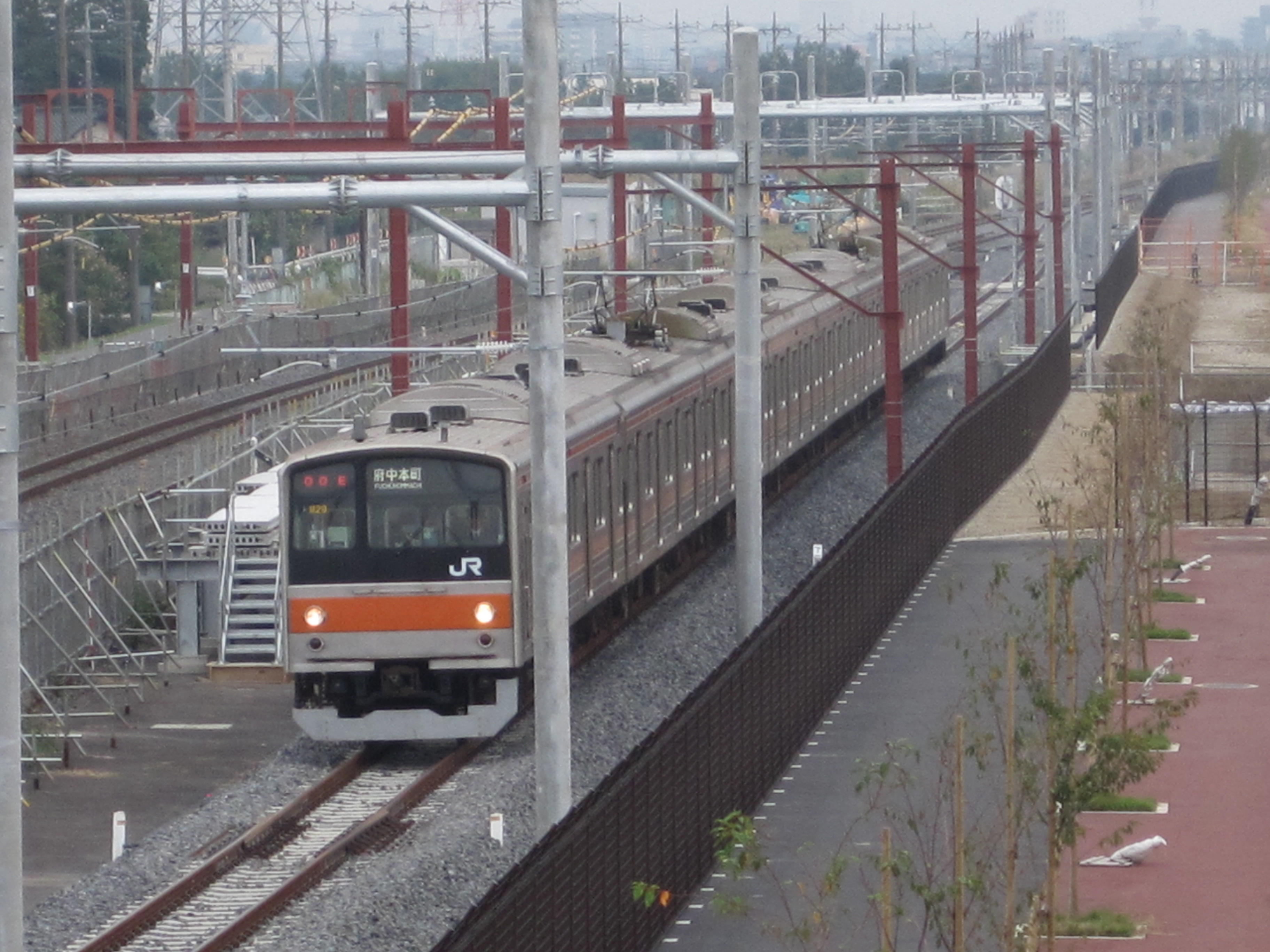
府中本町行上り列車
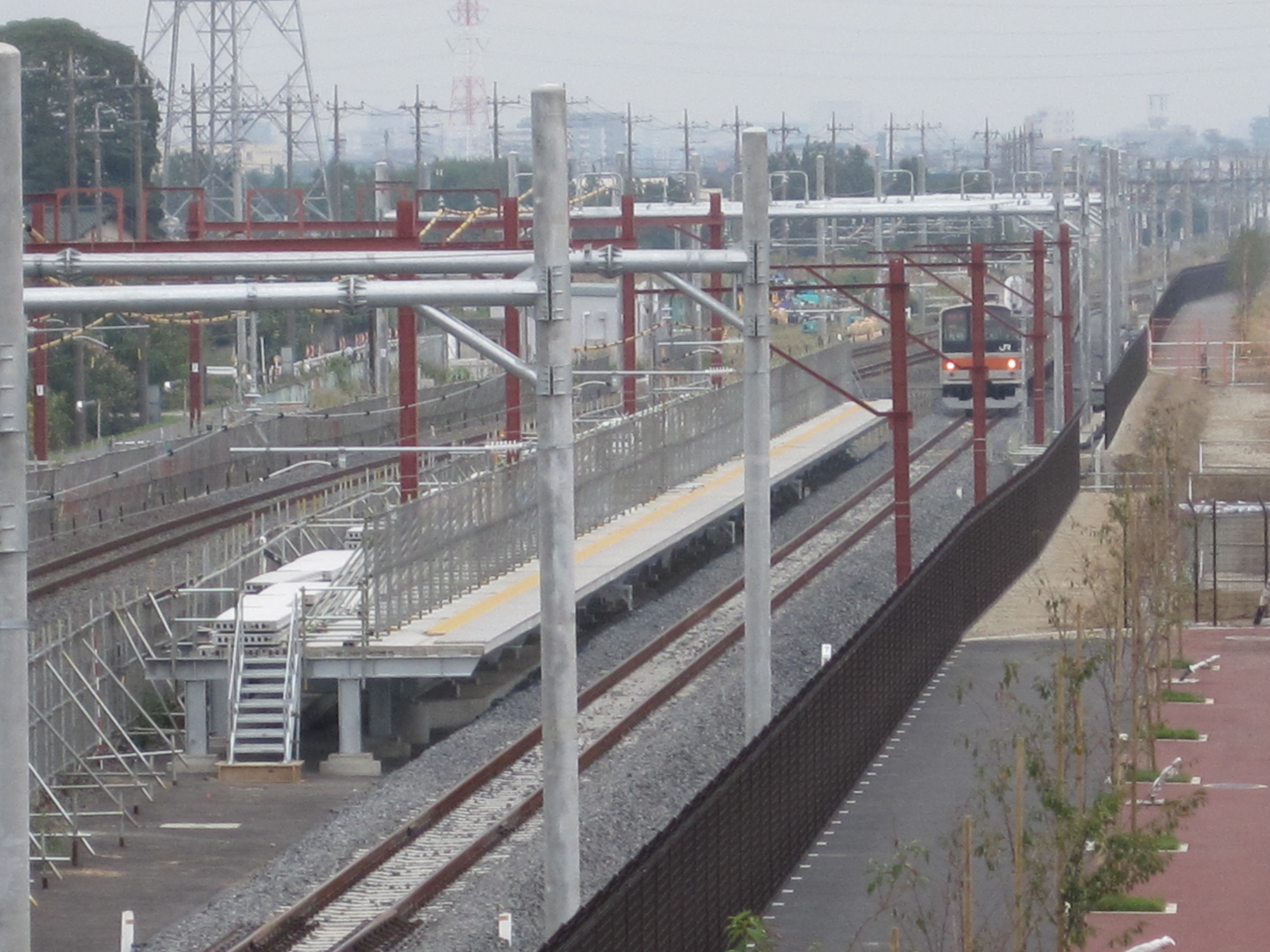
建設中の駅
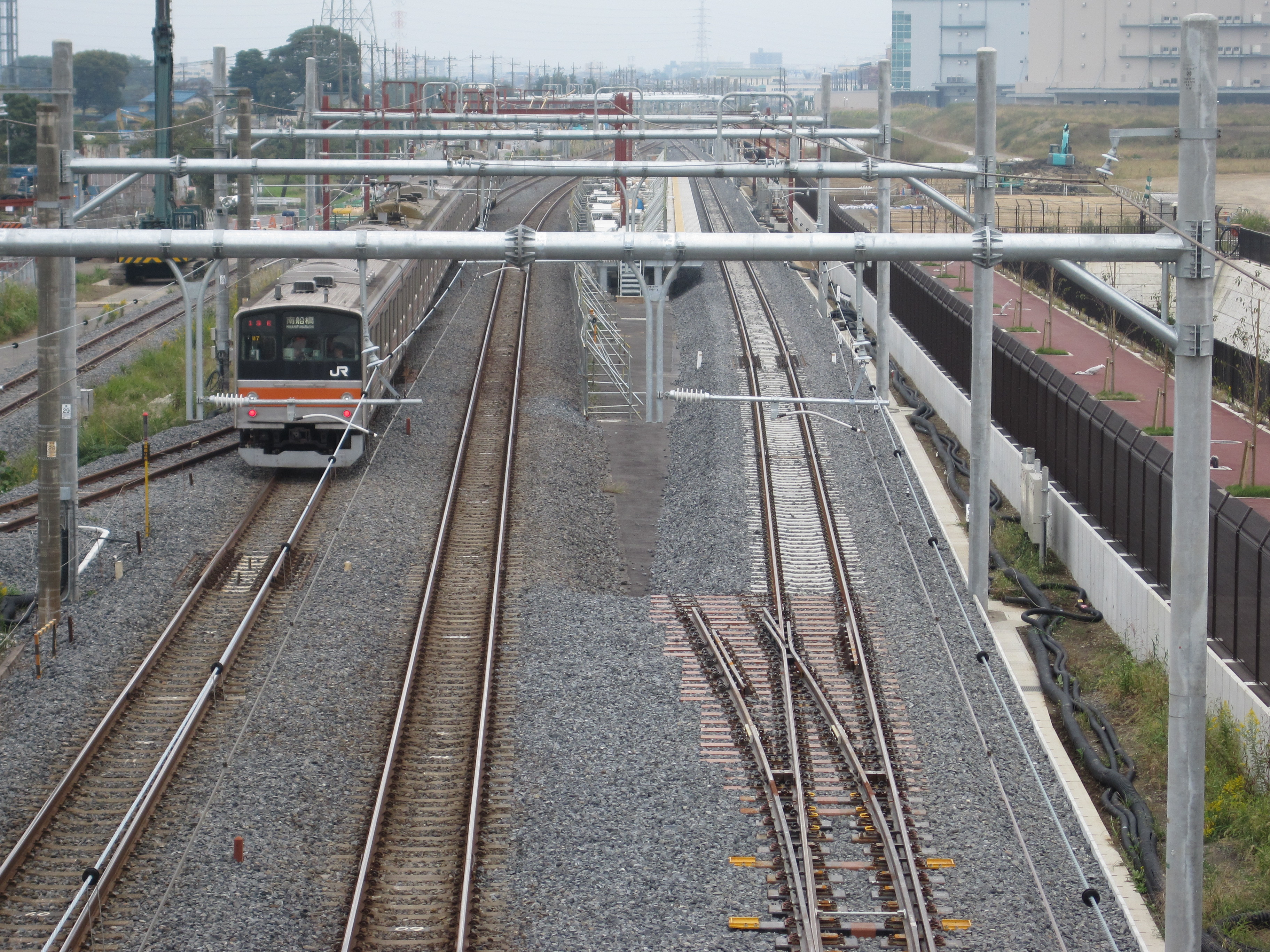
南船橋行下り列車
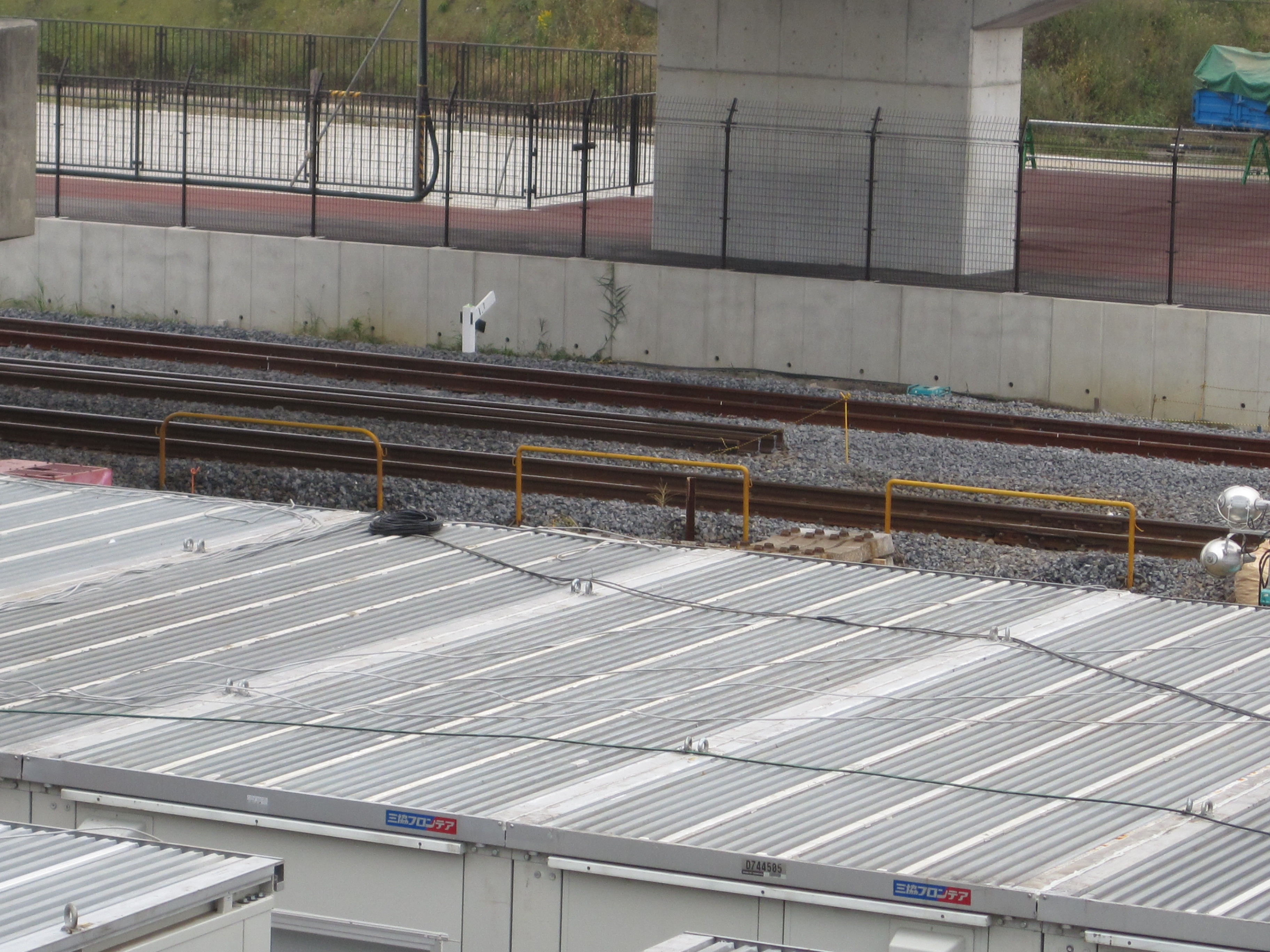
手前の線路から 下り線、旧上り線、新上り線

建設中の模様（駅舎 2011年9月22日）
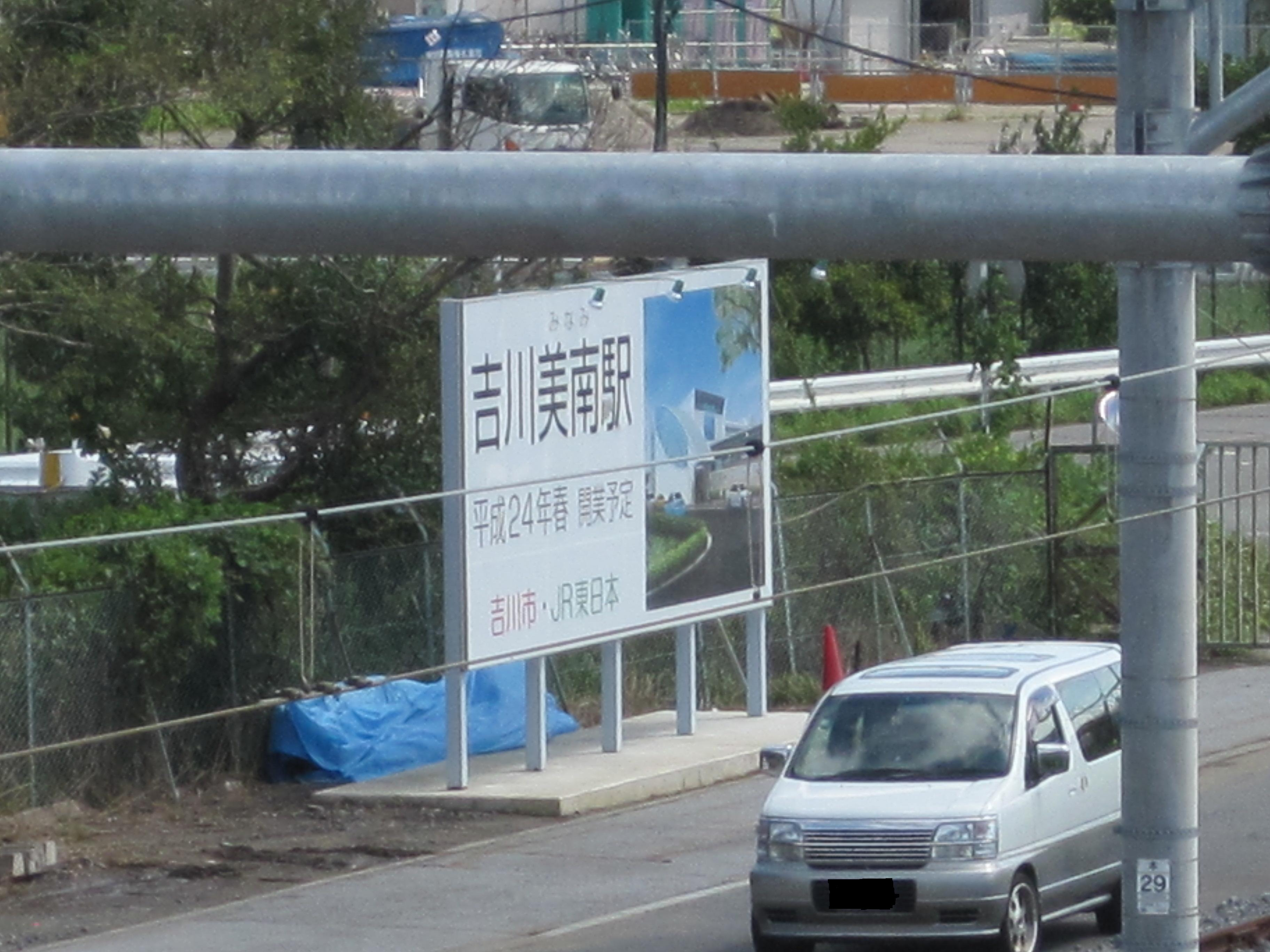
案内看板
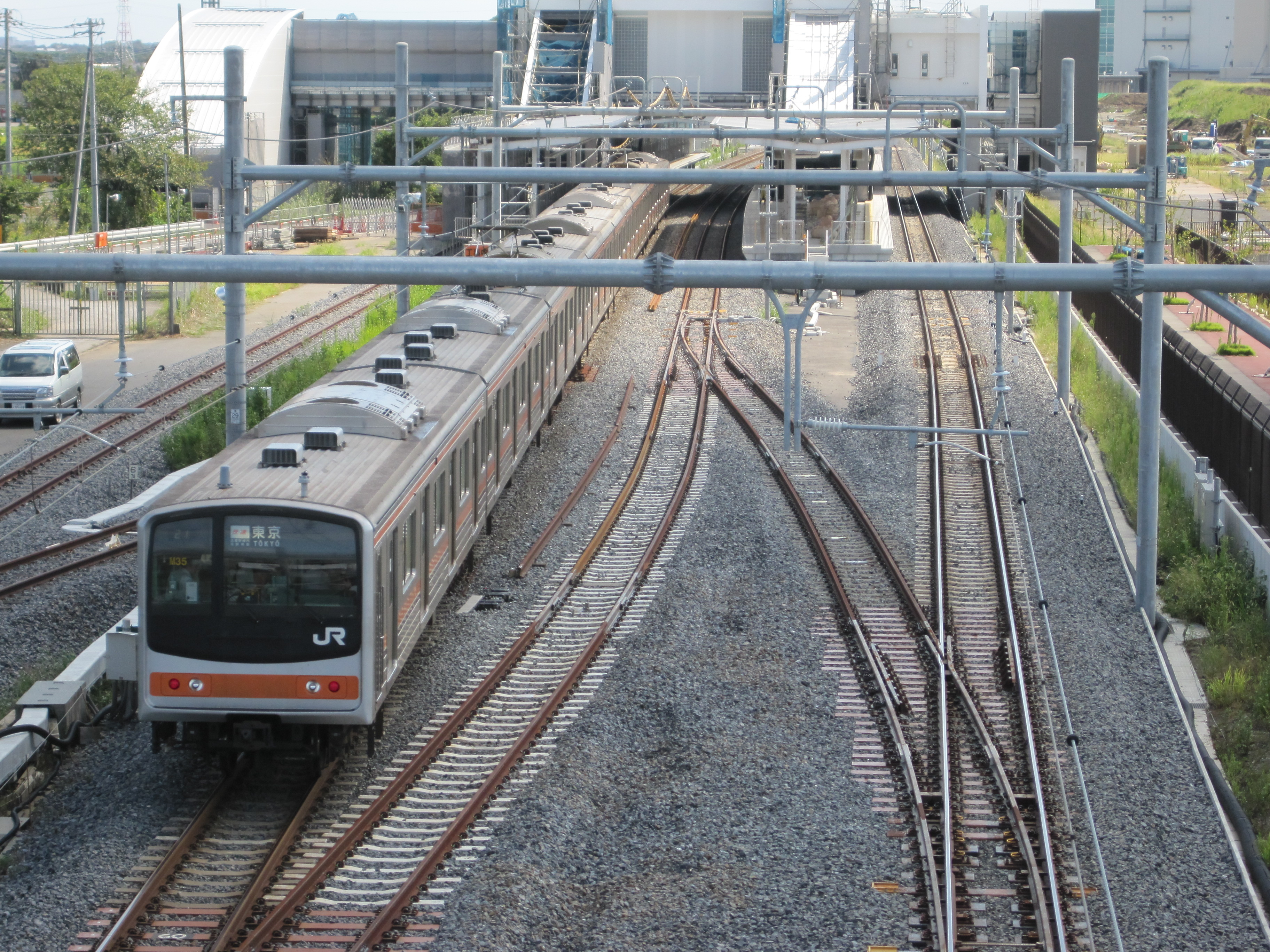
東京駅行下り列車

建設中の模様（商業施設 2011年10月8日）
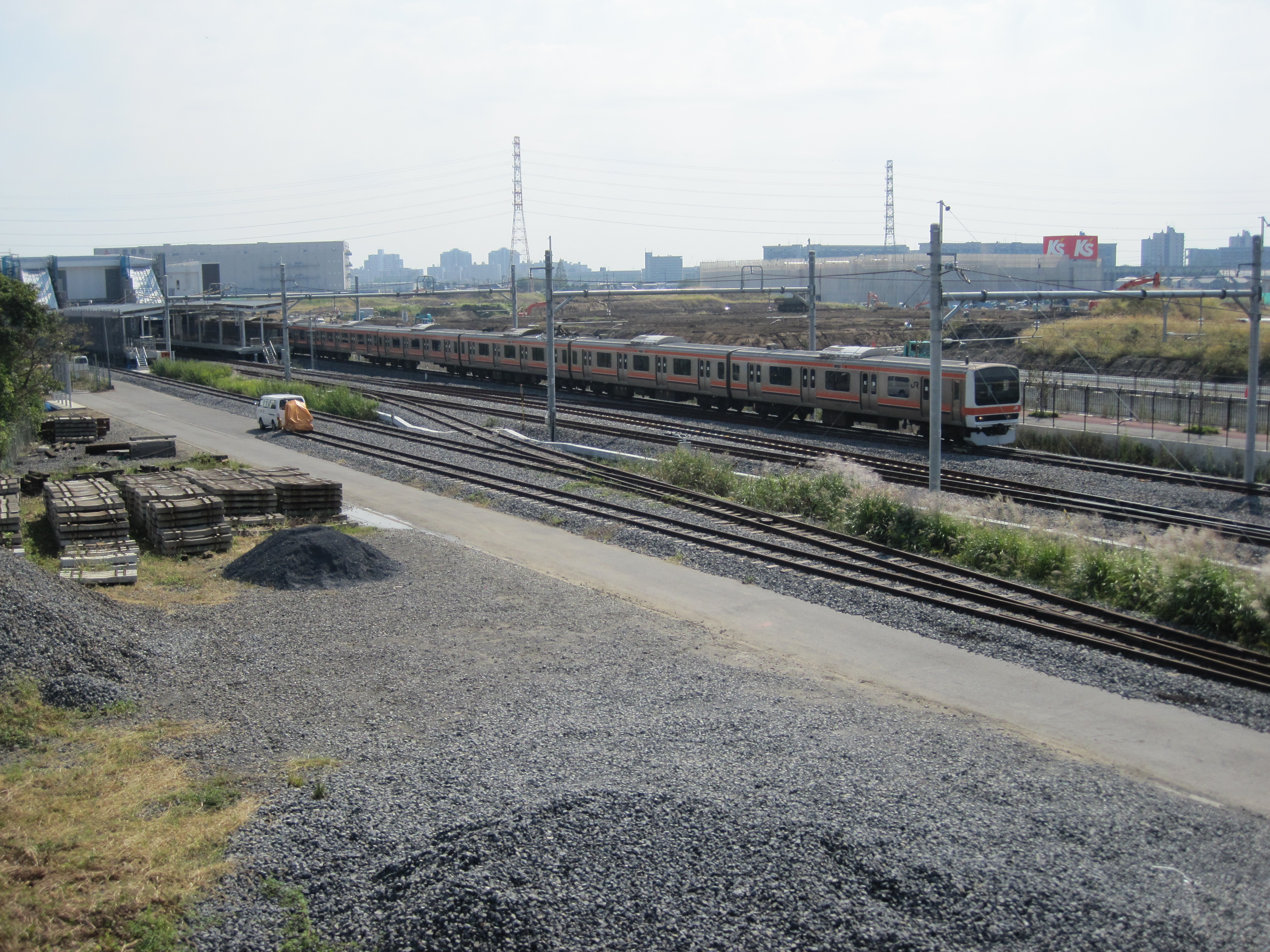
府中本町行上り列車
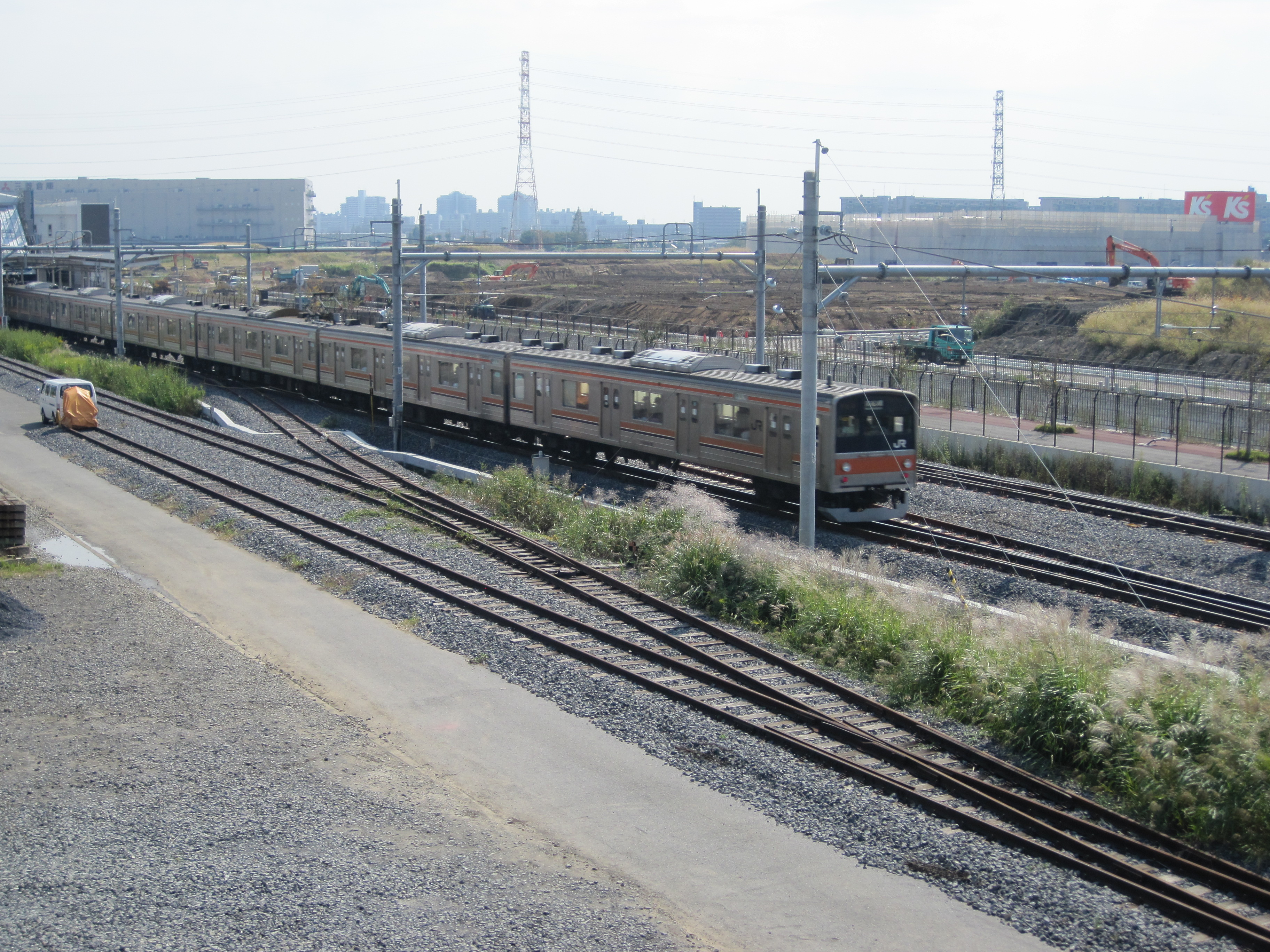
西船橋行下り列車

## 隣の駅
東日本旅客鉄道（JR東日本）
 武蔵野線
新三郷駅 (JM 18) -  吉川美南駅 (JM 19) - 吉川駅 (JM 20)
- 特急「鎌倉」停車駅（当駅始発）

### 記事本文